# دياندري توماس
دياندري توماس (بالإنجليزية: DeAndre Thomas) مواليد 20 سبتمبر 1986، هو مدرب كرة سلة أمريكي ولاعب سابق. بدأ مسيرته الاحترافية في سنة 2009. يدرب وندسور إكسبرس في دوري كندا الوطني لكرة السلة. حمل الرقم 2. يبلغ طوله 6 قدم 8 بوصة (2.0 م).

## المسيرة الاحترافية
لعب مع هاليفاكس رينمين في سنة 2011، ثم لعب مع لندن لايتنينج في سنة 2012، ثم لعب مع وندسور إكسبرس في سنة 2013.

## روابط خارجية
- دياندري توماس على موقع كرة السلة الأوروبية.كوم (الإنجليزية)
- دياندري توماس على موقع كلية كرة السلة في سبورتس رفرنس.كوم (الإنجليزية)
- دياندري توماس على موقع ريلجم (الإنجليزية)
- دياندري توماس على موقع بروبوليرز (الإنجليزية)